# Mosfilm
O Mosfilm (em russo: Мосфильм) é um estúdio de cinema, considerado o mais antigo da Europa. Seus trabalhos incluem a imensa maioria dos aclamados sucessos da União Soviética, de Eisenstein a Tarkovski, passando por Akira Kurosawa e o épico Guerra e Paz.
Pela quantidade de obras bem sucedidas, foi premiado pelo governo soviético com a maior honraria do país, a Ordem de Lênin.